# Copa Camel de 1991
La Copa Camel de 1991 fue la cuarta y última edición de la Copa Camel. El campeón fue el CF Monterrey mexicano al ganar la final por penales al Luis Ángel Firpo salvadoreño.

## Equipos participantes
| País               | Equipo                            |
| ------------------ | --------------------------------- |
| México 2 cupos     | C. F. Monterrey C. D. Guadalajara |
| El Salvador 1 cupo | C. D. Luis Ángel Firpo            |
| Brasil 1 cupo      | C. R. Vasco da Gama               |

## Sede
| Los Ángeles                    |
| ------------------------------ |
| Los Angeles Memorial Coliseum  |
| Capacidad: 77 500 espectadores |
|                                |

## Cuadro de desarrollo
|  | Semifinales              | Semifinales              |       |                          | Final                    | Final |  |
|  |                          |                          |       |                          |                          |       |  |
|  |                          |                          |       |                          |                          |       |  |
|  | Los Ángeles, 23 de abril |                          |       |                          |                          |       |  |
|  | Luis Ángel Firpo         | 0 (5)                    |       |                          |                          |       |  |
|  | Guadalajara              | 0 (3)                    |       |                          |                          |       |  |
|  |                          |                          |       |                          |                          |       |  |
|  |                          |                          |       |                          | Los Ángeles, 25 de abril |       |  |
|  |                          |                          |       |                          | Monterrey                | 0 (5) |  |
|  |                          | Luis Ángel Firpo         | 0 (3) |                          |                          |       |  |
|  |                          |                          |       |                          |                          |       |  |
|  |                          |                          |       |                          |                          |       |  |
|  |                          |                          |       |                          | Tercer lugar             |       |  |
|  | Los Ángeles, 23 de abril | Los Ángeles, 23 de abril |       | Los Ángeles, 25 de abril | Los Ángeles, 25 de abril |       |  |
|  | Monterrey                | 2                        |       | Vasco da Gama            | 1                        |       |  |
|  | Vasco da Gama            | 1                        |       |                          | Guadalajara              | 0     |  |

### Semifinales
| 23 de abril de 1991 | Luis Ángel Firpo | 0:0 (5:3 p.) | Guadalajara | Los Angeles Memorial Coliseum, Los Ángeles |  |

| 23 de abril de 1991 | Monterrey | 2:1 | Vasco da Gama | Los Angeles Memorial Coliseum, Los Ángeles |  |

### Tercer lugar
| 25 de abril de 1991 | Vasco da Gama | 1:0 | Guadalajara | Los Angeles Memorial Coliseum, Los Ángeles |  |

### Final
| 25 de abril de 1991 | Monterrey | 0:0 (5:3 p.) | Luis Ángel Firpo | Los Angeles Memorial Coliseum, Los Ángeles |  |

|                                     |
| Bandera de México                   |
| Campeón C. F. Monterrey 1.er título |